# جون مارشال (عازف جاز)
جون مارشال (بالإنجليزية: John Marshall)‏ هو عازف جاز بريطاني، ولد في 28 أغسطس 1941 في ايزلورث في المملكة المتحدة.

## وصلات خارجية
- جون ستانلي مارشال على موقع IMDb (الإنجليزية)
- جون ستانلي مارشال على موقع ميوزك برينز (الإنجليزية)
- جون ستانلي مارشال على موقع ديسكوغز (الإنجليزية)